# Santa Sabina (títol cardenalici)
El títol cardenalici de Santa Sabina fou erigit, o confirmat almenys, per Celestí I, al voltant de l'any 423.

## Titulars
- Pietro Illirico (425-?)
- Valente (494-?)
- Basilio (523-?)
- Felice (590-inicis de 612)
- Marino (612-?)
- Marino (731-prima del 741)
- Tordono (o Tordonus) (741-prima del 745)
- Teofilo (745-757)
- Teofilo (757-761)
- Pietro Guglielmo (761-?)
- Eugenio Savelli (816-824)
- Gioviniano (853-?)
- Stefano (964-?)
- Martino (1033-abans del 1058)
- Bruno (o Bennon, o Brunone) (1058-abas del 1088)
- Alberico (1088-vers 1092)
- Bruno (1092-vers 1099)
- Alberto (1099-1100)
- Vitale (1105-prima del 1112)
- Uberto (o Roberto) (1112-circa 1117)
- Roberto (1120-1122)
- Gregorio (1126-circa 1137)
- Stanzio (o Stancius, o Sanctius) (1137-1143)
- Manfredo (o Mainfray) (1143-circa 1158)
- Galdino Valvassi della Sala (o Galdinus, o Galdimus) (1165-1176)
- Pietro (1176-1178)
- Guillaume aux Blanches Mains (1179-1202)
- Tommaso di Capua (Thomas Capuanus) (1216-1243)
- Hughes de Saint-Cher (o de San Caro), O.P. (1244-1263)
- Bertrand de Saint-Martin, O.S.B., (1273 - 1277)
- Hughes Seguin (o Aycelin) de Billom, O.P. (1288-1294), In commendam (1294 -1297)
- Niccolò Boccassini, O.P. (1298-1300)
- William Marsfeld (o Macklefield, o Macclesfield), O.P. (1303-1304)
- Walter Winterbourne (o Winterburn), O.P. (1304-1305)
- Thomas Jorz (o Joyce, o Anglus, o Anglicus), O.P. (1305-1310)
- Nicolas Caignet de Fréauville, O.P., administrador (1310-1323)
- Gérard Domar (o de Daumario, o de Guardia), O.P. (1342-1343)
- Jean de la Molineyrie (o de Monlins, o du Moulin), O.P. (1350-1353)
- Francesco Tebaldeschi (1368-1378)
- Giovanni da Amelia (o Amadeo) (1378-1385)
- Bálint Alsáni (1385-1386)
  - Tommaso Clausse, O.P. (1382-1390), pseudocardenal de l'antipapa Climent VII
- Giuliano Cesarini (circa 1440-1444
- Giovanni de Primis, O.S.B. (1446-1449)
- Guillaume-Hugues d'Estaing (1449-1455)
- Enea Silvio Piccolomini (1456-1458)
- Berardo Eroli (1460-1474)
- Ausias Despuig, (o Ausias de Podio, o Despuig, o del Puch) (1477-1483)
- Joan de Nàpols (1483-1485)
- Vacant (1485-1493)
- Jean Bilhères de Lagraulas, O.S.B. (1493-1499)
- Diego Hurtado de Mendoza y Quiñones (1500-1502)
- Francisco Lloris y de Borja (1503-1505)
- Fazio Giovanni Santori (1505-1510)
- René de Prie (1511)
- Bandinello Sauli (1511-1516)
- Giovanni Piccolomini (1517-1521)
- Vacant (1521-1533)
- Louis II de Bourbon-Vendôme (1533-1550)
- Ottone di Waldburg (1550-1561)
- Michele Ghislieri, O.P. (1561-1565)
- Simone Pasqua (1565)
- Stanislaw Hosius (1565)
- Benedetto Lomellini (1565-1579)
- Vincenzo Giustiniani, O.P. (1579-1582)
- Filippo Spinola (1584-1593)
- Ottavio Bandini (1596-1615)
- Giulio Savelli (1616-1636)
- Alessandro Bichi (1637-1657)
- Scipione Pannocchieschi d'Elci (1658-1670)
- Luis Manuel Fernández de Portocarrero (1670-1698)
- Francesco del Giudice (1700-1717)
- Mihály Frigyes (Michele Federico) Althan (1720-1734)
- Vacant (1734-1738)
- Raniero d'Elci (1738-1747); in commendam (1747-1761)
- Vacant (1761-1775)
- Leonardo Antonelli (1775-1794)
- Giulio Maria della Somaglia (1795-1801)
- Vacant (1801-1818)
- Kasimir Johann Baptist von Häffelin (1818-1822)
- Luigi Pandolfi (1823-1824)
- Vacant (1824-1829)
- Gustave-Maximilien-Juste de Croÿ-Solre (1829-1844)
- Sisto Riario Sforza (1846-1877)
- Vincenzo Moretti (1877-1881)
- Edward MacCabe (1882-1885)
- Serafino Vannutelli (1887-1889)
- Agostino Bausa (1889-1899)
- François-Désiré Mathieu (1899-1908)
- Léon-Adolphe Amette (1911-1920)
- Francesc d'Assís Vidal i Barraquer (1921-1942)
- Vacant (1942-1946)
- Ernesto Ruffini (1946-1967)
- Gabriel-Marie Garrone (1967-1994)
- Jozef Tomko (1996-)